# Ascenzio Guerrieri
Ascenzio Guerrieri (falecido em 1645) foi um prelado católico romano que serviu como bispo de Castellaneta (1635–1645).

## Biografia
No dia 7 de maio de 1635, Ascenzio Guerrieri foi nomeado durante o papado de Urbano VIII como Bispo de Castellaneta. A 13 de maio de 1635, foi consagrado bispo por Francesco Maria Brancaccio, Cardeal-Sacerdote de Santi XII Apostoli, com Giacomo Theodoli, Bispo de Forlì e Alessandro Suardi, Bispo de Lucera, servindo como co-consagradores. Guerrieri serviu como Bispo de Castellaneta até à sua morte em 1645.